# Mit Burnout durch den Wald
Mit Burnout durch den Wald ist eine deutsche Filmkomödie von Michael Rowitz aus dem Jahr 2014, deren Hauptrollen mit Jutta Speidel, Walter Kreye, Martin Brambach, Stefanie Stappenbeck, Max von Pufendorf, Paula Kalenberg und Birge Schade besetzt sind.

## Handlung
Sechs Burnout-Patienten brechen mit ihrer gemeinsamen Therapeutin Hannah zu einer viertägigen Outdoor-Therapie in die Märkische Schweiz in Brandenburg auf: Da ist zum einen die allein erziehende Lehrerin Silvia, die ihren Alltagsstress mit einer Kaufsucht zu kompensieren versucht und bereits kurz vor einem Hörsturz steht.
Zum anderen ist da der rastlose Unternehmensberater Johann, der Effizienz und Gewinnmaximierung mit Lebenssinn verwechselt. Johann ist ein Workaholic, der laut eigener Aussage keinerlei Schwächen hat, und nur mit dabei ist, weil er von seinem Chef und seiner Assistentin dazu gezwungen wurde. Und jetzt muss er sich auch noch ein Zimmer mit der frustrierten Lehrerin Silvia teilen. Die beiden sind sich spinnefeind und können dennoch eine gewisse Anziehung nicht leugnen.
Der Langzeitarbeitslose Alfred wiederum sucht die Schuld an der Erschöpfungsgesellschaft im kapitalistischen System und in Leuten wie Johann, dem er im weiteren Verlauf des Films versucht, die Augen zu öffnen. Und zwar mit einem heftigen Schlag ins Gesicht. Alfred muss sich ein Zimmer mit Rosa teilen, was dem von seiner Frau verlassenen Alfred deutlich besser gefällt als Rosa.
Die stets unentschlossene und unterbezahlte Dauerpraktikantin Rosa, die sich von einem befristeten Vertrag zum nächsten hangelt, ist erst 26 Jahre alt und schon völlig ausgebrannt. Statt sich in der Kunst selbst zu verwirklichen, wie sie es immer wollte, arbeitet sie für eine Werbeagentur, um dicken Kindern ungesunde Vollfett-Schokolade schmackhaft zu machen. Sie hat Probleme Entscheidungen zu treffen, was sowohl ihr Arbeits- als auch Beziehungsleben betrifft.
Und zu guter Letzt fährt auch das gegensätzliche Rentner-Pärchen Herbert und Gudrun mit zu diesem therapeutischen Outdoor-Trip: Während die leicht depressive Gudrun im Grunde nur noch auf den nahenden Tod wartet, will Herbert endlich seinen Ruhestand genießen und es noch mal so richtig krachen lassen. Zum großen Unverständnis von Gudrun hat er sich zu diesem Zweck bereits heimlich ein Wohnmobil gekauft, um damit die Welt zu bereisen.
Für die allzu optimistische Therapeutin Hannah erweisen sich ihre sechs gestressten Patienten im weiteren Verlauf als echte Härtefälle. Bald muss sie feststellen, dass sie mit ihren Standard-Methoden aus der Stressforschung an ihre Grenzen kommt: Gemeinsames Wandern durch die stille Natur, Brückenbau zur Schärfung der Teamfähigkeit, Zelten in wilder Natur und die Besinnung auf das Wesentliche durch eine Wachtherapie scheinen diesmal nicht so recht zu fruchten. Die ungleichen Patienten spielen kaum mit, sie verbinden sich per Handy oder Computer immer wieder mit ihren normalen Leben, fackeln aus Versehen ihre Zelte ab und können sich im Verlauf der Therapie Hannahs Aufsicht immer mehr entziehen. So macht Herbert eine Spritztour auf einem Mofa, Johann und Silvia gehen shoppen, Alfred gönnt sich ein Bier an einer Strandbar und Rosa verabredet sich auf ein Date im nächsten Dorf.
Letztendlich sind es vielmehr die Patienten selbst, die sich auf dieser Reise mehr oder weniger gegenseitig therapieren, in dem sie einander zuhören, sich annähern, ihre Probleme ernst nehmen und die jeweiligen Schwächen nicht bloßstellen. Auch wenn es aufgrund der unterschiedlichen Lebenswege immer wieder Reibereien gibt, so versuchen die Protagonisten doch sich in die Situation der anderen hineinzuversetzen und diese als Menschen zu akzeptieren. Und als Johann, der im Rahmen seines Consulting-Jobs bereits mit großer Verve zahlreiche Mitarbeiter entlassen hat, schließlich selbst zum Opfer einer Rationalisierungsmaßnahme wird, und man ihm telefonisch mitteilt, dass man seine Dienste nicht mehr benötigt, sieht auch der leidenschaftliche Verfechter der Leistungsgesellschaft ein, dass die Dinge nicht so einfach sind, wie er immer tut.
Während Herbert und Gudrun sich am Ende dazu entscheiden, die letzte Etappe ihres Lebens lieber getrennt zu gehen, findet die shoppingsüchtige Silvia ausgerechnet in dem frisch gefeuerten Zahlenoptimierer Johann einen neuen Partner und Hausmann, der vielleicht wieder ein wenig Ordnung in ihr Leben – und in ihr überzogenes Bankkonto – bringen wird. Rosa wiederum nimmt den Rat des Langzeitarbeitslosen Alfred ernst und macht erst mal ein Sabbatjahr – anstatt sich weiter von skrupellosen Arbeitgebern ausbeuten zu lassen. Und Alfred selbst besinnt sich schließlich auf seine Studentenzeit, in der er sich als Taxifahrer verdingt hat. Statt weiter als Hot Dog verkleidet in der Fußgängerzone Flyer zu verteilen, wie es das Jobcenter von ihm verlangt hat, setzt er sich also wieder ins Taxi und lernt dort jede Menge interessante Menschen kennen. So trifft er auch noch einmal auf Rosa und erfährt, was sie jetzt vorhat.
Auch wenn die Patienten am Ende nicht vollkommen mit sich im Reinen sind, sind sie doch ein kleines Stückchen weiser geworden. Die Therapeutin Hannah ist am Ende dieser für sie ziemlich anstrengenden Reise allerdings durchaus selbst therapiebedürftig. Denn auch wenn sie ihren Patienten den guten Rat mit auf den Weg gegeben hat, nicht immer so hohe Erwartungen an sich selbst und das Leben zu haben, damit man nicht so schnell enttäuscht wird, waren ihre eigenen Erwartungen, in vier Tagen gleich sechs Burnouts zu kurieren, wie Johann anmerkt, vielleicht etwas zu ambitioniert. Kein Wunder also, dass diese extrem hohe Erwartung in der eigenen Überforderung endet.

## Kritiken
TV Spielfilm lobte das „gut aufgelegte Ensemble“ in einem „milden bis nachdenklichen, teils sehr witzigen Ensemblestück zur Volkskrankheit“, das „von den Darstellern und guten Figurenzeichnungen“ lebt.
Die Frankfurter Neue Presse hingegen war der Meinung der Film wolle „vieles auf einmal sein und nicht immer schafft er den Spagat zwischen den Genres überzeugend. Dazu wirken die Charaktere bisweilen wenig durchdacht“.
Die Frankfurter Rundschau fand, dass der Film „außer durch seine zugewandte, jeder Szene sensibel angepasste Bildgestaltung (Roman Nowocien) nicht zuletzt dank der Schauspieler“ überzeugt. „Klischees werden angenommen, sofern sie einen wahren Kern bergen; aber hinter den scheinbar stereotypen Rollen verbergen sich Menschen, die fortwährend und mit unterschiedlichen Verzweiflungsgraden um Selbstbestimmung, Orientierung, Würde ringen.“ Der Rezensent Harald Keller schreibt weiter, dass die Geschichte „im gesellschaftlichen Geschehen“ ankert und Berufsbiografien aufblättert, „mit denen sich viele Zuschauer identifizieren können: Überforderung, Entlassungsgespräche, das Ringen um Weiterbeschäftigung, die regelmäßige Vorstellung bei der Arbeitsagentur, die Vorurteile, mit denen sich Langzeitarbeitslose konfrontiert sehen. Tragik und Komik gehen hier Hand in Hand, Dialogwitz, eine Romanze, Slapstick-Momente geben der Handlung den unterhaltsamen Charakter, verwässern aber nicht das Anliegen. Damit gelingt eine heitere Bestandsaufnahme; es wäre vermessen, der Komödie einen Mangel an Ursachenerkundung vorzuwerfen. Dafür sind andere Genres zuständig.“
Rainer Tittelbach gab dem Film auf seiner Seite tittelbach.tv 4 von 6 möglichen Sternen. Er kommt zu dem Fazit, es handele sich um „ein[en] Film, der Brücken baut nicht nur in seinen Geschichten von stressgeplagten Großstädtern, die auf der Suche nach mehr Lebensqualität sind, sondern auch Brücken zwischen dem alten und dem neuen ARD-Sendeprofil am Freitag, zwischen den Generationen, ja vielleicht sogar auch zwischen den Geschlechtern.“ Er lobt die Besetzung, die dazu beitrage, dass die Figuren nicht zu Ideenträgern verkommen und eine Identifikation möglich sei: „Mit großartiger Besetzung zwingt die ARD den Zuschauer zu seinem Glück – sprich: dazu, sich mit dem Thema Burnout in Form einer leichten Komödie voller Wahrheit & Wohlfühlmomenten zu beschäftigen.“